# Bakony
Bakony is het grootste heuvelgebied in de regio Transdanubië van Hongarije en vormt het grootste onderdeel van het Transdanubisch Middelgebergte. De Bakony strekt zich aan de gehele noordzijde van het Balatonmeer, begint oostelijk van de lijn Tapolca-Pápa en eindigt tot aan het Pilisgebergte in het oosten en de westelijke heuvels van Boedapest. In het noorden eindigt het gebergte met uitlopers tot aan de Donau.
De Bakony is verdeeld in twee gebieden; de Noordelijke en de Zuidelijke Bakony worden van elkaar gescheiden door de lijn Várpalota-Veszprém-Ajka-Devecser. De Kőris-hegy (704 m) in de Noordelijke Bakony is de hoogste top. Andere hoge toppen zijn de Som-hegy (649 m), Középső-Hajag (646 m), Öreg-Futóné (576 m) in het noordelijke deel en de Kab-hegy (599 m), Üsti-hegy (536 m) en de Agár-tető (511 m) in het zuidelijke deel. Nabij Tapolca ligt de Szent György-hegy (Sint Joris-heuvel) met zijn 126 meter hoogte. Het Bakonygebergte is sterk begroeid, daarom spreekt men ook van het Bakonywoud.
De Szent György-hegy ligt meer landinwaarts van het Balatonmeer, nabij Tapolca, en heeft op zijn top een groot aantal basaltpieken die zo dicht bij elkaar staan, dat zij de indruk van een machtig orgel maken.
Het plaatsje Zirc wordt vaak de 'Hoofdstad van de Bakony' genoemd omdat het diep in de heuvels is gelegen. Hier is ook het Bakony-museum waar een overzicht wordt gegeven van de dieren, planten en mineralen die in de Bakony te vinden zijn.